# Дмитрук Віктор Володимирович

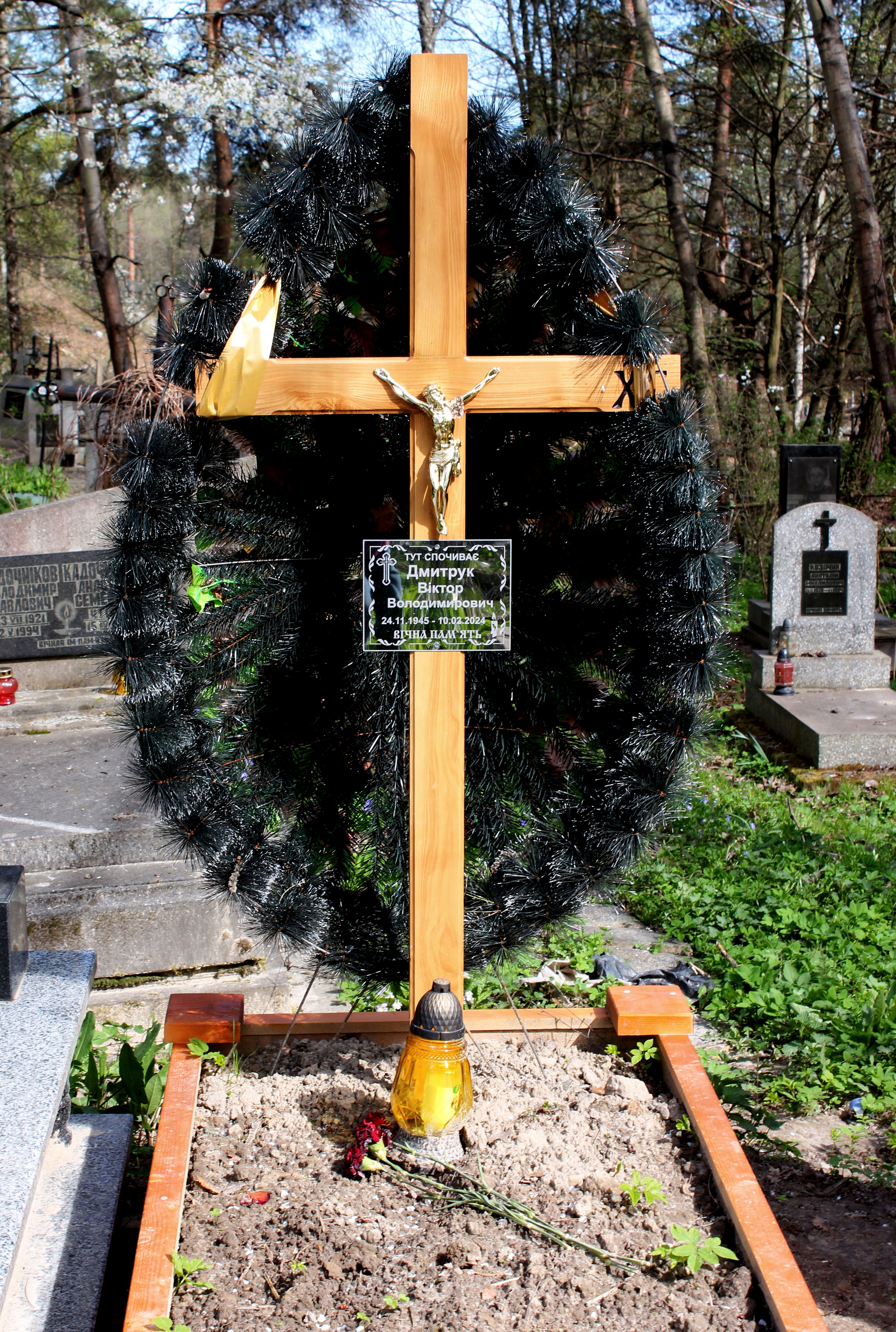

Ві́ктор Дмитру́к (нар. 24 листопада 1945, Львів — пом. 10 лютого 2024, Львів) — український перекладач, літературознавець, кандидат філологічних наук.

## Біографія
У 1970 році закінчив факультет іноземних мов Львівського національного університету ім. Івана Франка. Працював викладачем кафедри англійської філології ЛНУ ім. Івана Франка (1970—1971 рр.), викладачем і старшим викладачем кафедри іноземних мов Національного університету «Львівська політехніка» (1974—1987 рр.) У 1984 році захистив кандидатську дисертація на тему «Творчість Курта Воннегута: соціально-критичні тенденції, жанр, поетика». Вчене звання доцента присвоєне у 1992 р. Працював доцентом кафедри світової літератури Львівського національного університету ім. Івана Франка. Читав курси з історії світової літератури, вступу до літературознавства, історії літератури США та ряд спецкурсів. Зі середини 1990-х займається художніми й науковими перекладами з англійської та польської мов. Був одружений з Аллою Татаренко.
Помер у Львові, похований на 6 полі Голосківського цвинтаря.

### З англійської мови
- Фрідріх Август фон Гаєк «Право, законодавство і свобода» (Київ: Аквілон-Прес, 2000)
- Нейл Смелзер «Проблеми соціології» (Львів: Кальварія, 2002)
- Томас Гілланд Еріксен «Тиранія моменту: швидкий і повільний час в інформаційну добу» (Львів: Кальварія, 2004)
- Френсис Фукуяма «Великий крах. Людська природа і відновлення соціального порядку» (Львів: Кальварія, 2005)
- С'юзан Зонтаг «Проти інтерпретації та інші есе» (Львів: Кальварія, 2006)
- Іен Мак'юен «Субота» (Львів: Кальварія, 2007)
- Іен Мак'юен «Спокута» (Львів: Кальварія, 2008)
- М. Дж. Гайленд «Угамуйте мене» (Львів: Кальварія, 2009)
- Річард Дж. Еванс «На захист історії» (Львів: Кальварія, 2009)
- Білл Клінтон «Час віддавати. Як кожен з нас може змінити світ» (Львів: Кальварія, 2009)(у цій книжці про доброчинність і дарування не лише грошей, а й часу, вмінь речей та ідей Білл Клінтон ділиться своїм власним досвідом і досвідом інших дарувальників, представляючи глабальне зростання неурядової, неприбуткової діяльності, а також поради, як зробити щось самостійно чи разом із друзями та сусідами.)
- Річард Фленаган «Вузька стежка на Далеку Північ» (Львів: «Видавництво Старого Лева», 2017)
- Джон Ерскін «Приватне життя Єлени Троянської. Адам і Єва, хоча Йому було видніше» (Київ: «Темпора», 2023)

### З польської мови
- Лешек Енгелькінг «Від цього не вмирають…» (Львів: Каменяр, 1997)
- Збігнєв Герберт «Вибрані поезії» (Львів: Каменяр, 2001)
- Віслава Шимборська «Вибране» (Львів: Каменяр, 2002)
- Барбара Скарга «Межі історичності» (Київ: Аквілон-Прес, 2002)
- Ольга Токарчук «Правік та інші часи» (Львів: Кальварія, 2004)
- Ольга Токарчук Гра на багатьох барабанчиках (Львів: Літопис, 2004)
- Болеслав Лесмян «Пригоди Синдбада Мореплавця» (Львів: Кальварія, 2007)
- Збігнєв Герберт «Вибрані поезії» (Львів: Каменяр, 2007)
- Адам Загаєвський «У чужій красі» (Львів: «Кальварія», 2009)
- Маґдалена Туллі. «Сни і камені». . — Л. : Кальварія, 2011. — 112 с.
- Яцек Бохенський. «Античність після античності». — Львів: Піраміда, 2012. — 156 с. ISBN 978-966-441-299-2
- Ян Непомуцен Потоцький «Рукопис, знайдений у Сарагосі» (Львів: ЛА «Піраміда», 2015). Віктор Володимирович перекладав з перекладу Едмунда Хоєцького[2], який у свою чергу переклав роман з французької.
- Станіслав Пшибишевський. «Діти Сатани». — Львів: ЛА «Піраміда», 2017. — 168 с.
- Єжи Стемповський. «Вибрані есе». — Чернівці: Видавництво 21, 2017. — 336 с.
- Ольга Токарчук «Химерні оповідання» (Київ: «Темпора», 2020)
- Ольга Токарчук «Дім дня, дім ночі» (Київ: «Темпора», 2021)
- Ольга Токарчук «Момент ведмедя» (Київ: «Темпора», 2022)
- Ольга Токарчук «Шафа» (Київ: «Темпора», 2022)
- Ольга Токарчук «Мандрівка людей книги» (Київ: «Темпора», 2023)

## Нагорода
- Літературна нагорода польської Асоціації Авторів ZAiKS (2001), за переклад тому «Вибрані поезії» Збігнева Герберта.